# Glocken des Klosters Einsiedeln
Die Klosterkirche Einsiedeln besitzt einen Glockenbestand, der traditionellerweise zwölf Glocken umfasst. Die Viertelstunden werden jeweils von zwei separaten Schlagglocken geschlagen, die Stunden schlägt Glocke 2 mit Nachschlag der grossen Glocke.

## Entstehung
Die zwölf Kirchenglocken wurden zwischen 1636 und 1638 von Peter und Honorat Rosier unter Abt Plazidus Reimann gegossen und sind noch heute in Verwendung. Vier weitere Glocken wurden 1941 eingeschmolzen, da sie aus damaligem Verständnis klangtechnisch nicht zu den übrigen Glocken passten und einige schon gesprungen waren. Diese wurden durch qualitativ bessere Neugüsse der Firma Rüetschi aus Aarau ersetzt.

Dreifaltigkeitsglocke

Sieben Glocken befinden sich im Nordturm, eine Glocke im Südturm, zwei Glocken über der Gnadenkapelle und zwei Glocken über dem Oberen Chor der Klosterkirche. Die grösste Glocke (Dreifaltigkeitsglocke) hängt dabei im Südturm und wiegt etwa 5,9 Tonnen.
Ihre Glockeninschrift lautet «Te deum patrem ingenitum, te filium unigenitum, te spirtium sanctum parcletum et individuam trintitatem toto corde et ore confitemur laudamus atque benedicimus – tibi gloria in saecula.» («Dich ungezeugten Gott Vater, Dich einziggeborenen Sohn, Dich Fürsprecher Heiligen Geist und ungeteilte Dreifaltigkeit bezeugen wir aus ganzem Herz und Mund, loben wir und preisen wir – Dir sei Ehre in Ewigkeit.»). Dieser Segen soll durch den Klang der Glocke Kloster und Dorf Einsiedeln Segen bringen.

## Einsatz
Die Glocken werden in verschiedenen Kombinationen und Abfolgen eingesetzt, welche in der Läutordnung festgelegt sind, wie Bruder Alexander, der "Glöckner von Einsiedeln", erklärt. Die Glocken verkünden und begleiten den speziellen Charakter eines Tages – vom einfachen Tag der Fastenzeit über die Gedenk- und Festtage der Heiligen bis hin zu den Hochfesten des Kirchenjahres.
Einige dieser Glocken haben eine spezielle Aufgabe: So kündet zum Beispiel die Dreifaltigkeitsglocke den Tod eines Mönchs an, weitere Glocken werden je nach Jahreszeit und Rang des Festes zur Wandlung geläutet.
Aber auch zu speziellen Anlässen finden die Glocken Verwendung. So wurden etwa die Glocken in der Corona-Zeit jeden Tag um 18 Uhr zu einem kurzen Gebet für die am «Corona-Virus» erkrankten Personen, ihre Angehörige und das medizinische Personal geläutet.
Früher benötigte es acht Knechte, um die Glocken zum Klingen zu bringen. Heutzutage erfüllt dies ein vollelektronisch gesteuerter Läuteautomat.
Die hochkomplexe Läutepraxis in Einsiedeln basiert auf dem ausformulierten Regelwerk aus dem Jahre 1941, welches sich wiederum auf eine tausendjährige Läutetradition beruft. Der Verfasser des über 80-seitigen Typoskripts war der damals 24-jährige Frater Rupert Ruhstaller. Die «Läutordnung des fürstlichen und unmittelbaren Benediktinerstiftes Unserer Lieben Frau zu Einsiedeln» wurde auf das Fest der Grossen Engelweihe am 14. September 1941 eingeführt.
Eine Besonderheit Einsiedelns, in der Schweiz fast nur noch dort existierendes Spiel, ist das in tausendjähriger Tradition überlieferte Reihenläuten. Dabei werden die Glocken des betreffenden Tages der Reihe nach von oben nach unten einzeln (oder an Festen paarweise) je einige Minuten während einer Viertelstunde (oder an Hochfesten während einer halben Stunde) einen Gottesdienst einläuten und zu Beginn des Gottesdienstes kurz zusammenläuten.

## Daten der Glocken

### Hauptgeläut
Die grosse Glocke hängt separat im rechten Turm der Hauptfassade, die übrigen sieben im linken.
| Glocke | Name                                           | Schlagton | Gewicht  | Giesser                                        | Gussjahr |
| ------ | ---------------------------------------------- | --------- | -------- | ---------------------------------------------- | -------- |
| 1      | Dreifaltigkeitsglocke                          | Ges°      | 5'825 kg | Simon Michelin, Honoré Rosier, Lothringen      | 1637     |
| 2      | Liebfrauenglocke                               | B°        |          | H. Rosier, F. Guiot, J. Reichardus, Lothringen | 1636     |
| 3      | Apostelglocke                                  | des′      |          | Honoré Rosier, Lothringen                      | 1637     |
| 4      | St.-Agatha-Glocke                              | es′       |          | H. Rüetschi AG, Aarau                          | 1941     |
| 5      | Allerheiligenglocke                            | ges′      |          | H. Rüetschi AG, Aarau                          | 1941     |
| 6      | St.-Benedikts-und-Meinradsglocke (Salveglocke) | as′       |          | H. Rüetschi AG, Aarau                          | 1941     |
| 7      | Schutzengelglocke                              | b′        |          | H. Rüetschi AG, Aarau                          | 1941     |
| 8      | Kleine Salveglocke                             | des″      |          | Honoré Rosier, Lothringen                      | 1637     |

### Im Dachreiter zur Gnadenkapelle
Die Gnadenkapelle besitzt ein eigenes kleines Geläut.
| Glocke | Name            | Schlagton | Gewicht | Giesser               | Gussjahr |
| ------ | --------------- | --------- | ------- | --------------------- | -------- |
| I      |                 | ges″      |         | H. Rüetschi AG, Aarau | 1933     |
| II     | Engelsglöcklein | b″        |         | Jakob Keller, Zürich  | 1855     |

### Im Dachreiter über dem Chor
| Nr. | Name | Schlagton | Gewicht | Giesser                    | Gussjahr |
| --- | ---- | --------- | ------- | -------------------------- | -------- |
| I   |      | es″       |         | H. Rüetschi und Co., Aarau | 1902     |
| II  |      | ges″      |         | H. Rüetschi und Co., Aarau | 1902     |